# Szczurowice (gmina)
Szczurowice – dawna gmina wiejska w powiecie radziechowskim województwa tarnopolskiego II Rzeczypospolitej. Siedzibą gminy były Szczurowice.
Gminę utworzono 1 sierpnia 1934 r. w ramach reformy na podstawie ustawy scaleniowej z dotychczasowych gmin wiejskich: Mikołajów, Romanówka Szczurowiecka, Smarzów, Strzemilcze, Szczurowice i Zawidcze.
Po II wojnie światowej obszar gminy został odłączony od Polski i włączony do Ukraińskiej SRR.